# Jem Finer
Jeremy Max « Jem » Finer, né le 25 juillet 1955 à Stoke-on-Trent, est un musicien et compositeur britannique, fondateur du groupe The Pogues. 

## Biographie
Fils du politologue Samuel Finer, il est diplômé en informatique et en sociologie de l'université de Keele. Après l'université, il voyage en Europe où il travaille sur une péniche. Il s'installe à Londres et y rencontre Shane MacGowan, Spider Stacy et James Fearnley avec qui il fonde The Pogues. 
À l'origine joueur de banjo, il joue aussi d'autres instruments comme le mandola (en), le saxophone, la vielle à roue et la guitare. Avec Shane MacGowan avec qui il a co-écrit plusieurs chansons, dont Fairytale of New York, il est le compositeur le plus prolifique du groupe.
Il apparait sur tous les albums du groupe jusqu'à leur rupture en 1996 ainsi que sur l'album solo de MacGowan The Snake et The Levellers' .
Le 1er janvier 2000, il compose Longplayer, un titre écrit pour durer 1 000 ans sans jamais se répéter, généré par un ordinateur.
Artist in Residence au sous-département d'astrophysique de l'université d'Oxford entre octobre 2003 et juin 2005, il y réalise plusieurs travaux qui comprennent deux observatoires sculpturaux, Landscope et The Center of the Universe. Il enregistre et joue avec le groupe de swamp pop DM Bob depuis 2005. L'album Bum Steer sort en août de cette année. Finer coproduit aussi le premier album du groupe expérimental Marseille Figs. 
Il écrit par ailleurs des articles sur le droit d'auteur et sur la licence Creative Commons. En juillet 2005, il remporte lePRS Foundation New Music Award.
En mars 2012, il écrit Mobile Sinfonia, une composition mondiale pour sonneries qu'il a développée lors d'une année passée en tant qu'artiste non résidant à l'université de Bath. Cette pièce traite de l'invasion mutuelle du paysage sonore via des sonneries. Il reçoit alors un doctorat honorifique de l'université.